# Argostemma brookei
Argostemma brookei är en måreväxtart som beskrevs av Birgitta Bremer. Argostemma brookei ingår i släktet Argostemma och familjen måreväxter. Inga underarter finns listade i Catalogue of Life.